# 곡성중학교
곡성중학교(谷城中學校)는 대한민국 전라남도 곡성군 곡성읍 읍내리에 있는 공립 중학교이다.

## 학교 연혁
- 1941년 2월 25일 : 곡성농업실습학교(2년제) 개교
- 1946년 9월 25일 : 곡성중학교(6년제) 인가
- 1951년 8월 31일 : 곡성중학교(3년제)와 농고 분리
- 1971년 3월 1일 : 곡성여자중학교로 이전 분리
- 2004년 3월 1일 : 농어촌 적정규모학교 통합(곡성중, 곡성여중)
- 2005년 3월 1일 : 농어촌 적정규모학교 통합(곡성중, 삼기중, 죽곡중)
- 2025년 2월 7일 : 제75회 90명 졸업(총 졸업생 13,886명)
- 2025년 3월 1일 : 제34대 김홍근 교장 부임

## 참고 자료
- 곡성중학교 - 한국교육학술정보원 학교알리미